# Sung Tongs
Sung Tongs è il quinto album discografico del gruppo musicale statunitense Animal Collective, pubblicato nel 2004.

## Tracce
1. Leaf House – 2:42
2. Who Could Win a Rabbit – 2:18
3. The Softest Voice – 6:46
4. Winters Love – 4:55
5. Kids on Holiday – 5:47
6. Sweet Road – 1:15
7. Visiting Friends – 12:36
8. College – 0:53
9. We Tigers – 2:43
10. Mouth Wooed Her – 4:24
11. Good Lovin Outside – 4:26
12. Whaddit I Done – 4:05